# Myristica tristis
Myristica tristis är en tvåhjärtbladig växtart. Myristica tristis ingår i släktet Myristica och familjen Myristicaceae.

## Underarter
Arten delas in i följande underarter:
- M. t. ingambitensis
- M. t. louisiadensis
- M. t. moluccana
- M. t. sessilifructa
- M. t. tristis